# Hajkasar
Hajkasar – wieś w Armenii, w prowincji Szirak. W 2011 roku liczyła 220 mieszkańców.